# The Incredible Jimmy Smith at the Organ, Vol. 3
| Recensione | Giudizio |
| ---------- | -------- |
| AllMusic   | [ 2 ]    |

The Incredible Jimmy Smith at the Organ, Vol. 3 è il terzo album discografico di Jimmy Smith, pubblicato dalla casa discografica Blue Note Records nell'ottobre del 1956.

## Tracce

### LP
Lato A
1. Judo Mambo – 5:30 (Jimmy Smith) – Registrato il 18 giugno 1956
2. Willow Weep for Me – 5:39 (Ann Ronell) – Registrato il 17 giugno 1956
3. Lover Come Back to Me – 6:39 (Oscar Hammerstein II, Sigmund Romberg) – Registrato il 18 giugno 1956

Lato B
1. Well You Needn't – 6:21 (Thelonious Monk) – Registrato il 18 giugno 1956
2. Fiddlin' the Minors – 5:06 (Jimmy Smith) – Registrato il 18 giugno 1956
3. Autumn Leaves – 4:42 (Jacques Prévert, Joseph Kosma) – Registrato il 17 giugno 1956
4. I Cover the Waterfront – 3:37 (Edward Heyman, Johnny Green) – Registrato il 18 giugno 1956

### CD
Edizione CD del 2005, pubblicato dalla Blue Note Records (7243 5 63811 2 4)
1. Judo Mambo – 5:30 (Jimmy Smith)
2. Willow Weep for Me – 5:39 (Ann Ronell)
3. Lover Come Back to Me – 6:39 (Oscar Hammerstein IIì, Sigmund Romberg)
4. Well, You Needn't – 6:21 (Thelonious Monk)
5. Fiddlin' the Minors – 5:06 (Jimmy Smith)
6. Autumn Leaves – 4:42 (Jacques Prévert, Johnny Mercer (addat. testo in inglese), Joseph Kosma)
7. I Cover the Waterfront – 3:37 (Edward Heyman, Johnny Green)
8. Jamey – 5:58 (Jimmy Smith) – Traccia bonus - Registrato il 17 giugno 1956
9. My Funny Valentine – 6:18 (Lorenz Hart, Richard Rodgers) – Traccia bonus - Registrato il 17 giugno 1956
10. I Can't Give You Anything but Love – 4:45 (Dorothy Fields, Jimmy McHugh) – Traccia bonus - Registrato il 18 giugno 1956
11. Slightly Monkish – 5:27 (Jimmy Smith) – Traccia bonus - Registrato il 18 giugno 1956

## Musicisti
- Jimmy Smith - organo
- Thornel Schwartz - chitarra
- Donald Bailey - batteria

Note aggiuntive
- Alfred Lion - produttore
- Rudy Van Gelder - ingegnere delle registrazioni
- Francis Wolff - foto copertina album originale
- Reid K. Miles - design copertina album originale
- Leonard Feather - note retrocopertina album originale[3]